# 낸시 게이트

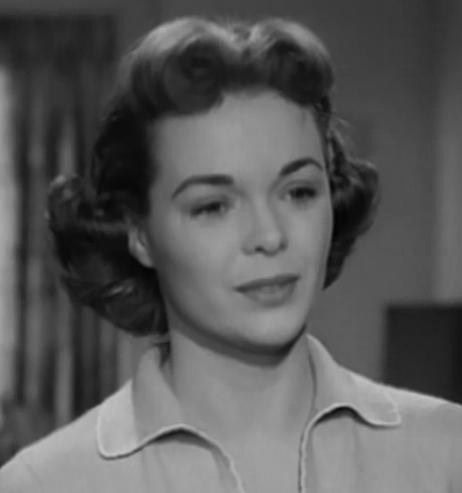

낸시 게이트(Nancy Gates, 1926년 2월 1일 ~ 2019년 3월 24일)는 미국의 배우, 텔레비전 배우, 영화배우이다.
댈러스에서 태어났으며 로스앤젤레스에서 사망하였다.

## 영화
- 코만치 스테이션 (1960년)
- 섬 컴 러닝 (1958년)
- 페리 메이슨 (1957년)
- 보텀 오브 더 보틀 (1956년)
- 스트레인저 온 호스백 (1955년)
- 마스터슨 오브 캔사스 (1954년)
- 토치 송 (1953년)
- 아토믹 시티 (1952년)
- 결혼 멤버 (1952년)
- 삼총사의 아들 (1952년)
- 스페니쉬 메인 (1945년)
- 이 땅은 나의 것 (1943년)
- 위대한 앰버슨가 (1942년)